# San Juan Tepezontes
San Juan Tepezontes è un comune del dipartimento di La Paz, in El Salvador.